# Сандомирская, Беатриса Юрьевна
Сандомирская, Беатриса Юрьевна (1894, Екатеринослав — 1974, Москва) — скульптор, автор одного из первых советских монументов. Член Общества русских скульпторов с момента его создания и до расформирования.
Беатриса Сандомирская родилась в семье журналиста и издателя Юрия Израилевича Сандомирского.
Обучалась скульптуре у Л. В. Шервуда, Р. Р. Баха, С. М. Волнухина. Была знакома с С. Т. Конёнковым и считала себя его последователем.
Беатриса Сандомирская стала известна в возрасте 24 лет как автор первого памятника, поставленного в Москве по ленинскому плану монументальной пропаганды. Четырёхметровая ростовая фигура французского революционера Робеспьера из бетона была установлена 3 ноября 1918 года в Александровском саду. На открытии монумента, приуроченного к первой годовщине октябрьской революции, при большом скоплении народа выступали первые лица молодого советского государства, эпохальное событие широко освещалось в прессе.
Памятнику было суждено простоять только три дня. В ночь с 6 на 7 ноября того же года он был разрушен. Причина доподлинно неизвестна и в наши дни: то ли это было преступное посягательство, то ли следствие неправильной установки скульптуры на постамент, то ли разрушение плохого бетона из-за дождя и последующих заморозков. Уже после войны Сандомирская предлагала Моссовету восстановить памятник Робеспьеру на том же месте в качественном материале и предлагала свои услуги, однако это уже никого не заинтересовало.
В декабре 1919 года Сандомирская была направлена в Оренбург в качестве уполномоченного Наркомпроса РСФСР для создания Государственных свободных художественных мастерских (ГСХМ), открытых 15 января 1920 года, где преподавала кубистическую скульптуру. В течение 1920—1921 годов организовывала такие мастерские в Средней Азии — Ташкенте и Самарканде. В Оренбурге Беатриса Юрьевна работала с Казимиром Малевичем, в Самарканде — с Усто Мумином.
Начало 1920-х годов Сандомирская встретила как ярый приверженец конструктивизма. В эти годы она свободно экспериментировала с различными материалами (металл, стекло, картон, фанера) и нагромождениями геометрических форм. Однако достаточно скоро она разочаровалась в конструктивизме, посчитав, что он ограничивает творческую фантазию, и уничтожила работы 1920—1922 года. Не прошла Беатриса Юрьевна и мимо увлечения африканской пластикой, создав ряд произведений в эфиопском стиле.
В 1930-х годах Сандомирская участвовала (наряду со Степаном Чураковым, Иваном Ефимовым и другими художниками) в работе «Бригады скульпторов, работающих в дереве». 1935 год стал годом представительной московской выставки «Скульптура в дереве», не ставшей однако, как планировалось, регулярной. Художники «Бригады скульпторов» проповедовали, что только дерево с его пластичностью является настоящим скульптурным материалом, предсказывали большое будущее деревянной скульптуре не только в интерьерах общественных зданий, но и на фасадах. Однако развитие советской монументалистики пошло по другому пути.
После этой неудачи, а также нескольких безрезультатных попыток участия в конкурсах (проекты памятников Маяковскому, Николаю Островскому, Чапаеву), Сандомирская отошла от монументальной скульптуры. Основным материалом для работы скульптора стало дерево, основным жанром — скульптурные портреты, преимущественно женские. Среди работ Беатрисы Юрьевны — «Обнажённая женская фигура» (1925), «Рязанская баба» (1927) «Степан Разин» (1928), «Девушка с мячом» (1934), «Рыбачка» (1937), «Боец» (1942), «Портрет Удальцовой» (1944), «Колхозница Гюльзан» (1951), аллегорическая бронзовая фигура «Весна» (1955). Особую роль в творчестве Сандомирской играет тема материнства: «Материнство — чернозём» (1929), скульптурная композиция «Майданек» (1944), изображающая мать с умершим сыном в руках, «Материнство» (1960), «Материнство. Идущая» (1966).
В поисках творческого вдохновения скульптор много ездила по стране, погружаясь в кавказскую и среднеазиатскую культуру и национальный колорит.
Критики отмечают свойственные скульптуре Сандомирской мощную монументальную пластику, внутреннюю напряжённость, лаконичность и собирательность образов.
С 1914 года Беатриса Сандомирская участвует в выставках станковой скульптуры. Её работы были представлены на 40 Всесоюзных и семи международных выставках. В 1966 году в Москве с большим успехом прошла персональная выставка мастера, на которой экспонировались 145 деревянных скульптур.
Помимо творческой деятельности, Беатриса Юрьевна преподавала живопись в различных художественных школах, занималась праздничным оформлением залов, созданием передвижных композиций для демонстраций.
Жила в Москве в полуподвальном помещении дома 21 по Мясницкой улице.
Похоронена Беатриса Юрьевна на Армянском кладбище в Москве.
Ныне произведения Б. Ю. Сандомирской находятся в Третьяковской галерее, Русском музее, Брянском и Тульском областном художественном музее, Музее искусств Каракалпакстана им. И. В. Савицкого.